# Zug Open
Lo Zug Open (ufficialmente Finaport Zug Open per motivi di sponsorizzazione) è un torneo professionistico maschile di tennis che fa parte del circuito Challenger. Si gioca annualmente dal 2022 sui campi in terra rossa del Tennisclub Zug di Zugo, in Svizzera. Inserito alla sua prima edizione nella categoria Challenger 125, è diventato il quarto torneo svizzero maschile più importante dopo i tre del circuito maggiore Swiss Indoors Basel, Swiss Open Gstaad e Geneva Open.

## Albo d'oro

### Singolare
| Anno | Campione           | Finalista               | Punteggio        |
| ---- | ------------------ | ----------------------- | ---------------- |
| 2025 | Lukáš Klein        | Harold Mayot            | 6–2, 6(4)–7, 6–4 |
| 2024 | Jérôme Kym         | Román Andrés Burruchaga | 6–4, 6–4         |
| 2023 | Arthur Rinderknech | Joris De Loore          | 3–6, 6–3, 6–4    |
| 2022 | Dominic Stricker   | Ernests Gulbis          | 5–7, 6–1, 6–3    |

### Doppio
| Anno | Campioni                             | Finalisti                               | Punteggio                  |
| ---- | ------------------------------------ | --------------------------------------- | -------------------------- |
| 2025 | Geoffrey Blancaneaux Harold Mayot    | Nam Ji-sung Takeru Yuzuki               | cancellato per il maltempo |
| 2024 | Jurij Rodionov Volodymyr Uzhylovskyi | Seita Watanabe Takeru Yuzuki            | 7–6(5), 7–6(5)             |
| 2023 | Théo Arribagé Luca Sanchez           | Ergi Kırkın Dalibor Svrčina             | 6–3, 7–5                   |
| 2022 | Zdeněk Kolář Adam Pavlásek           | Karol Drzewiecki Patrik Niklas-Salminen | 6–3, 7–5                   |